# Université fédérale du Pernambouc
L'université fédérale du Pernambouc (Universidade Federal de Pernambuco ou UFPE) est une  université fédérale brésilienne située principalement à Recife, capitale de l'État du Pernambouc. 
Fondée en 1946, par l'union des différentes facultés de la ville de Recife, elle compte plus de 30 000 étudiants.

## Personnalités liées à l'université
- Raquel Lyra (1978), avocate et femme politique, ancienne maire de Caruaru (2017-2022) et gouverneure de l'état de Pernambouc a fait ses études de droit dans cette université ;
- Son prédécesseur à ce poste Paulo Câmara a également été étudiant dans cette université.